# متسابق المتاهة: علاج الموت
عداء المتاهة: علاج الموت (المعروف أيضًا باسم علاج الموت) هو فيلم خيال علمي أمريكي منتظر من إخراج ويس بول، استنادًا على رواية علاج الموت، وهي الفصل الأخير في ثلاثية عداء المتاهة، التي كتبها جيمس داشنر، مع سيناريو من قبل تي إيس نولين.
الفيلم هو تتمة لفيلم عداء المتاهة: تجارب السكورش الصادر عام 2015 وهو الجزء الثالث والأخير في سلسلة أفلام عداء المتاهة.
كان من المقرر إصدار الفيلم في 17 فبراير 2017، في الولايات المتحدة الأمريكية من قبل شركة أفلام فوكس للقرن العشرين ولكن الاستوديو أعاد جدولة الفيلم لتاريخ 26 يناير 2018 مما يتيح الوقت لبطل الفيلم ديلان أوبراين للتعافي تمامًا من إصاباته التي أصيب بها خلال التصوير.

## القصة
استكمالًا لأحداث الأجزاء السابقة من السلسلة، ينطلق البطل الشاب (توماس) في مهمة للبحث عن علاج لمرض مميت يدعونه بـ (الوهج) وللقيام بذلك سيكون عليه اقتحام المدينة الأسطورية الأخيرة. يستعد توماس، نيوت، وفرايبين واللذين هم من ذوي المناعة ضد فيروس "Flare" الذي دمر سكان العالم، ومعهم مقاومة الذراع الأيمن فيقومون بعملية انقاذ حيث يحررون ذوي المناعة الآخرين من قطار يخص منظمة ويكيد، وهي منظمة مسؤولة عن القبض على الأطفال ذوي المناعة وإقامة التجارب عليهم. فيتم اكتشاف أن مينهو، صديقهم المتبقي الذي تم أسره، لم يكن على متن ذلك القطار، الذي يتجه إلى «المدينة الأخيرة» وهي قاعدة عمليات منظمة ويكيد. وخلافا لأوامر فينس، زعيم الذراع الأيمن، يغادر الثلاثة معسكرهم لإنقاذ مينهو، الذي يتم تعذيبه وإقامة التجارب عليه من قبل منظمة ويكيد على أمل تطوير علاج للفيروس. يتوجه الثلاثة إلى المدينة الأخيرة ويتعرضوا للهجوم من قبل «كائنات الكرانك» من البشر المصابين بالـ Flare. ومع ذلك، يتم إنقاذهم من قبل خورخي وبرندا، الذين ينضمون إليهم لاحقا.
ثم ينجحوا في الوصول إلى داخل جدار المدينة الأخيرة، الذي يحمي المدينة من كائنات الكرانك. وفي خارج الجدار، يتجمع الناس احتجاجًا ليتم السماح لهم بالدخول إلى المدينة. فتقوم المنظمة بإطلاق النار على المتظاهرين، ويتم القبض على المجموعة من قبل رجال ملثمين ويتم نقلهم إلى مخبأ. واحد من الرجال الملثمين يكشف عن أنه غالي، صديقهم الذي نجا من هجوم مينهو عليه في نهاية الجزء الأول The Maze Runner. يأخذهم غالي لرؤية لورانس، زعيم التمرد لأولئك الذين يحتجون خارج الجدران، فيساعدهم على دخول المدينة الأخيرة من خلال مدخل سري. يقود غالي توماس ونيوت إلى المدينة و، يرصد تيريزا، غالي يخبر توماس أنه يمكن الحصول عليها في مقر المنظمة. ثم يعترف نيوت لتوماس بأنه مصاب بالفيروس. واعدا لعلاجه، وقام الثلاثي بالقبض على تيريزا.
رافق توماس، ونيوت، وغالي تيريزا إلى داخل مقر ويكيد باتجاه مكان أطفال ذوي المناعة فيعتني غالي بالأطفال ويظل للعثور على مصل يبطئ الفيروس، بينما يذهب توماس ونيوت وتيريزا للعثور على مينهو. يتم اكتشافها ومطاردتها من قبل جانسون. تيريزا تسمح لهم بالهروب للعثور على مينهو قبل التسرع في إجراء فحص على دم توماس.
بعد أن سلّم الأطفال من ذوي المناعة المصل إلى بريندا، عاد غالي إلى مقر ويكيد للبحث عن توماس.اضطرت بريندا إلى الفرار مع الأطفال المناعي حتى لا يتم القبض عليهم. ت يلتقي توماس ونيوت مع مينهو في الجناح الطبي. تكتشف تيريزا أن دم توماس يمكن أن يشفي من التوهج. تشاركها في ذلكمديرة المنظمة آفا بايج، وكلاهما وافق على أنه يجب العثور على توماس. تهرب بريندا والأطفال المناعيون من WCKD بمساعدة فرايبان في هذه الأثناء، يحشد لورانس ثواره خارج المدينة قبل أن يفجر حفرة في جدار المدينة، ويضحي بنفسه ليسمح لحلفائه والمصابين باقتحام المدينة. وجد غالي توماس ومينهو ونيوت. يرسل نيوت صديقيه مينهو وغالي للحصول على مصل من بريندا، ويعطي توماس قلادة قبل أن يخرج. تنقل تيريزا صوتها في جميع أنحاء المدينة، وتقول لتوماس أن دمه يمكن أن ينقذ نيوت إذا عاد إلى WCKD. ونيوت الذي يكاد ينتشر الفيروس في جسده، يستعيد وعيه ويهاجم توماس، بينما يستجدي نيوت توماس ليقتله. عندما يحاول توماس ألا يقتل صديقه، فيطعن نيوت نفسه غي سبيل حماية صديقه. حيث كان من أكثر المشاهد المؤثرة في هذا الفيلم.
يعود توماس إلى WCKD ويواجه آفا بايج لتخبره أن دمه يمكن إنقاذ الجميع. فيقتلها جانسون، الذي أصيب بفيروس. يضرب يانسون توماس ويجره إلى مختبر حيث تيريزا تستعد لاستخراج دمه. ومع ذلك، فإنه يكشف أنه مهتم فقط في علاج نفسه والآخرين ذوي التروات، مما يؤدي إلى انقلاب تيريزا عليه. بعد قتال دار بين الثلاثة، قُتل جانسون، مما سمح لتوماس وتيريسا بالهروب إلى السطح بسبب اندلاع النيران في كامل المبنى، وهنالك تعطي تيريزا توماس قارورة بالعلاج.وتعتذر منه. ثم يظهر أصدقائهم فجأة في طائرة: توماس ينجح في الوصول على متن الطائرة بمساعدة تيريزا، ولكن تيريزا تموت عندما ينهار المقر.
يتحد أفراد المجموعة مع بقية ذوي المناعة و «الذراع الأيمن»، ويهربوا إلى ملاذ آمن، حيث يمكن للسكان الباقين العيش في أمان هناك.يكتشف توماس الذي لا يزال مصدوما بموت أصدقائه أن قلادة نيوت توجد بها رسالة، فيقرأ الرسالة التي يخبره فيها نيوت أنه لم يكن خائفا من الموت، ويوصيه بأن يعتني بالجميع.

## الشخصيات
ديلن أوبراين في دور توماس
كايا سكوديلاريو في دور تيريزا
توماس سانجستر في دور نيوت
دكستر داردن بدور فريبان
ناتالي إيمانويل بدور هارييت
جيانكاريو اسبوزيتو بدور خورخي
كي هونغ لي بدور مينهو
آيدن جيلن بدور جانسون
والتون جوجينز بدور لورانس
جاكوب لوفلاند بدور آريس
كاثرينا ماكتمارا بدور سونيا
باري بيبر بدور فينيس
ويل بولتر بدور غالي
روزا سالازالر بدور بريندا
باتريسيا كلاركسون بدور آفا

## روابط خارجية
- متسابق المتاهة: علاج الموت على موقع IMDb (الإنجليزية)
- متسابق المتاهة: علاج الموت على موقع ميتاكريتيك (الإنجليزية)
- متسابق المتاهة: علاج الموت على موقع روتن توميتوز (الإنجليزية)
- متسابق المتاهة: علاج الموت على موقع نتفليكس (الإنجليزية)
- متسابق المتاهة: علاج الموت على موقع قاعدة بيانات الأفلام العربية
- متسابق المتاهة: علاج الموت على موقع ألو سيني (الفرنسية)
- متسابق المتاهة: علاج الموت على موقع Turner Classic Movies (الإنجليزية)
- متسابق المتاهة: علاج الموت على موقع أول موفي (الإنجليزية)
- متسابق المتاهة: علاج الموت على موقع بوكس أوفيس موجو (الإنجليزية)
- متسابق المتاهة: علاج الموت على موقع فيلمافينيتي (الإسبانية)